# Liste der Städte in Rhode Island

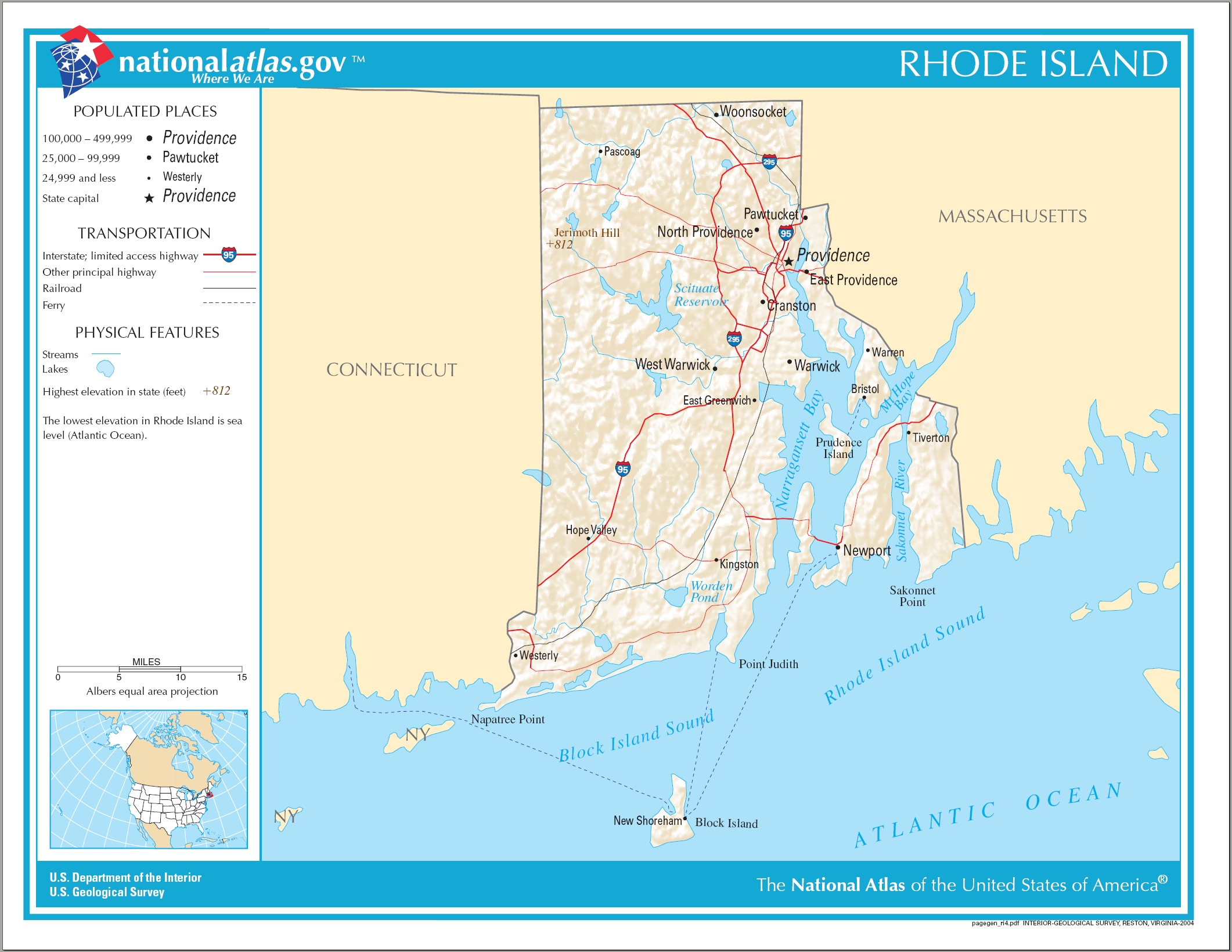
Karte von Rhode Island

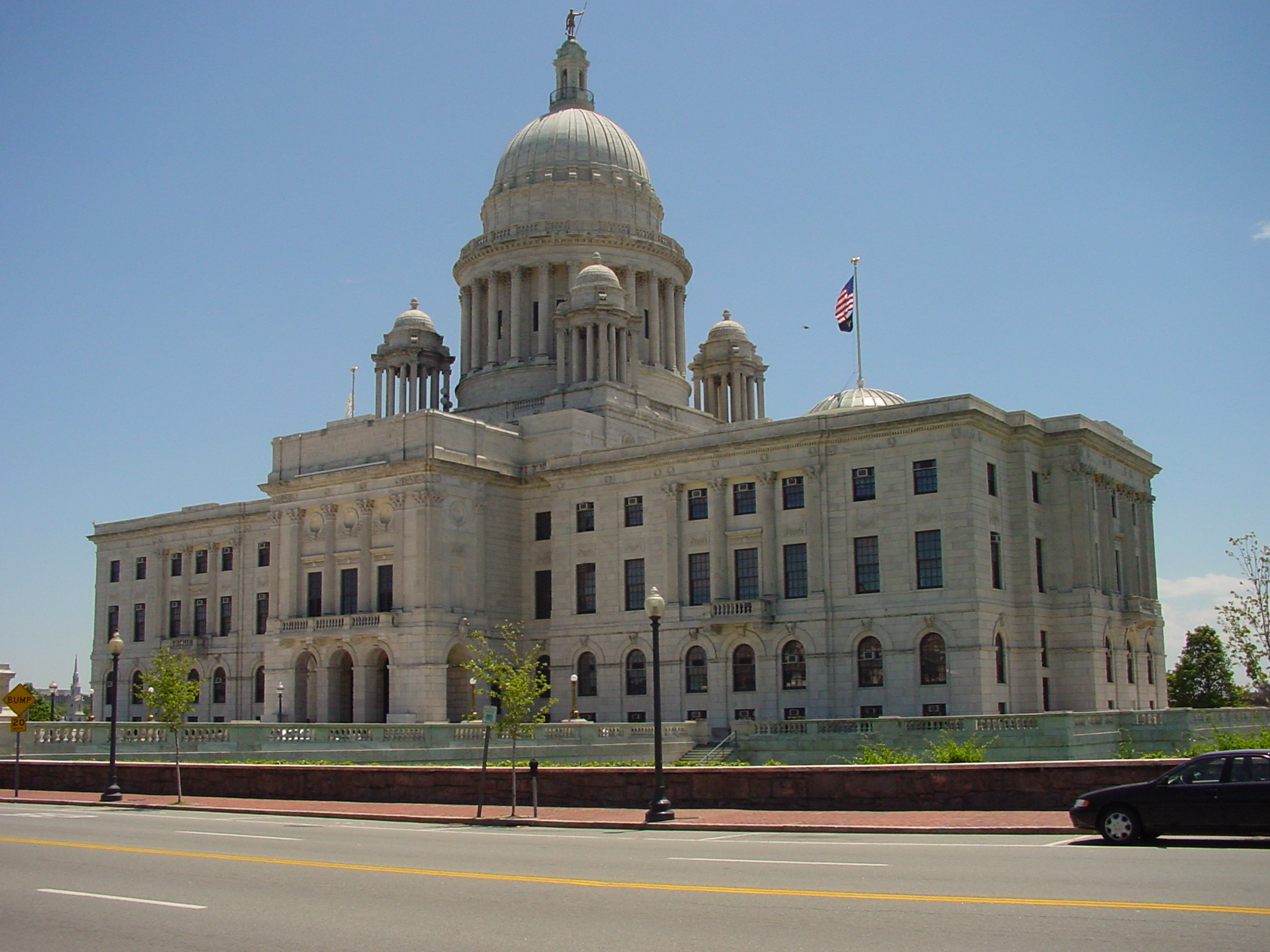
Die Hauptstadt Providence ist zugleich die größte Stadt in Rhode Island.

Dies ist eine Liste aller 39 Gemeinden im US-Bundesstaat Rhode Island. Acht dieser Gemeinden wurden als City inkorporiert, während die anderen 31 die Verwaltungsform Town haben. Dabei können aber Towns in Rhode Island ebenfalls die Regierungsform einer City übernehmen, ohne als City inkorporiert werden zu müssen.
Manche Städte in Rhode Island beinhalten auch Ortschaften, die als Village bekannt sind und historische Siedlungen repräsentieren. Bekannte Villages sind etwa Kingston in South Kingstown, wo die University of Rhode Island liegt, oder Wickford in North Kingstown. Villages sind jedoch unselbstständige Gemeinden und haben keine separate Verwaltung.
Anmerkung: In der Liste sind lediglich vier der fünf County Seats des Staates Rhode Island aufgeführt, weil der fünfte Verwaltungssitz in einer Ortschaft ohne eigenen town- oder city-Status angesiedelt ist, also nicht in diese Liste gehört.
| Ortschaft        | County            | Einwohner 2020 | Einwohner 2010 | Fläche [km²] | Status | Gründung | Besonderheit                            |
| ---------------- | ----------------- | -------------- | -------------- | ------------ | ------ | -------- | --------------------------------------- |
| Barrington       | Bristol County    | 17.153         | 16.310         | 39,9         | town   | 1770     |                                         |
| Bristol          | Bristol County    | 22.493         | 22.954         | 53,4         | town   | 1747     | County Seat                             |
| Burrillville     | Providence County | 16.158         | 15.955         | 148,0        | town   | 1806     |                                         |
| Central Falls    | Providence County | 22.583         | 19.376         | 3,3          | city   | 1895     |                                         |
| Charlestown      | Washington County | 7.997          | 7.827          | 153,6        | town   | 1738     |                                         |
| Coventry         | Kent County       | 35.688         | 35.014         | 161,5        | town   | 1741     |                                         |
| Cranston         | Providence County | 82.934         | 80.387         | 77,5         | city   | 1754     |                                         |
| Cumberland       | Providence County | 36.405         | 33.506         | 73,2         | town   | 1747     |                                         |
| East Greenwich   | Kent County       | 14.312         | 13.146         | 43,3         | town   | 1677     | County Seat                             |
| East Providence  | Providence County | 47.139         | 47.037         | 43,0         | city   | 1862     |                                         |
| Exeter           | Washington County | 6.460          | 6.425          | 151,2        | town   | 1743     |                                         |
| Foster           | Providence County | 4.469          | 4.606          | 134,3        | town   | 1781     |                                         |
| Glocester        | Providence County | 9.974          | 9.746          | 147,2        | town   | 1730     |                                         |
| Hopkinton        | Washington County | 8.398          | 8.188          | 114,3        | town   | 1757     |                                         |
| Jamestown        | Newport County    | 5.559          | 5.405          | 91,5         | town   | 1678     |                                         |
| Johnston         | Providence County | 29.568         | 28.769         | 63,1         | town   | 1759     |                                         |
| Lincoln          | Providence County | 22.529         | 21.105         | 49,1         | town   | 1871     |                                         |
| Little Compton   | Newport County    | 3.616          | 3.492          | 74,9         | town   | 1747     |                                         |
| Middletown       | Newport County    | 17.075         | 16.150         | 38,7         | town   | 1743     |                                         |
| Narragansett     | Washington County | 14.532         | 15.868         | 97,8         | town   | 1901     |                                         |
| New Shoreham     | Washington County | 1.410          | 1.051          | 283,6        | town   | 1672     |                                         |
| Newport          | Newport County    | 25.163         | 24.672         | 29,7         | city   | 1639     | County Seat                             |
| North Kingstown  | Washington County | 27.732         | 26.486         | 151,1        | town   | 1674     |                                         |
| North Providence | Providence County | 34.114         | 32.078         | 15,0         | town   | 1765     |                                         |
| North Smithfield | Providence County | 12.588         | 11.967         | 64,1         | town   | 1871     |                                         |
| Pawtucket        | Providence County | 75.604         | 71.148         | 23,3         | city   | 1862     |                                         |
| Portsmouth       | Newport County    | 17.871         | 17.389         | 153,6        | town   | 1638     |                                         |
| Providence       | Providence County | 190.934        | 178.042        | 53,2         | city   | 1636     | County Seat Hauptstadt von Rhode Island |
| Richmond         | Washington County | 8.020          | 7.708          | 105,6        | town   | 1747     |                                         |
| Scituate         | Providence County | 10.384         | 10.329         | 141,9        | town   | 1730     |                                         |
| Smithfield       | Providence County | 22.118         | 21.430         | 71,9         | town   | 1730     |                                         |
| South Kingstown  | Washington County | 31.931         | 30.639         | 206,6        | town   | 1723     |                                         |
| Tiverton         | Newport County    | 16.359         | 15.780         | 94,1         | town   | 1747     |                                         |
| Warren           | Bristol County    | 11.147         | 10.611         | 22,4         | town   | 1747     |                                         |
| Warwick          | Kent County       | 82.823         | 82.672         | 128,5        | city   | 1642     |                                         |
| West Greenwich   | Kent County       | 6.528          | 6.135          | 132,9        | town   | 1741     |                                         |
| West Warwick     | Kent County       | 31.012         | 29.191         | 21,0         | town   | 1913     |                                         |
| Westerly         | Washington County | 23.359         | 22.787         | 193,8        | town   | 1669     |                                         |
| Woonsocket       | Providence County | 43.240         | 41.186         | 20,6         | city   | 1867     |                                         |